# Nancy Carrillo
Nancy Carrillo de la Paz (L'Avana, 11 gennaio 1986) è una pallavolista cubana, nel ruolo di centrale.

## Carriera

### Club
Nancy Carrillo inizia a giocare a pallavolo giovanissima, nel 1995, a solo nove anni, nelle giovanili della squadra della sua città, il Ciudad Habana, venendo promossa in prima squadra nel 1999. Nella stagione 2005-06 ottiene dal governo cubano il permesso per poter giocare all'estero e si trasferisce nell'Uraločka, squadra militante nella Superliga russa. L'esperienza all'esterno dura una sola annata e nel 2006 è nuovamente al Ciudad Habana dove milita fino al 2009. 
Dopo essere rimasta inattiva per un periodo di due anni, dal 2009 al 2011, ritorna in campo nella stagione 2011-12 con la maglia del São Bernardo, squadra militante nella Superliga brasiliana; tuttavia non riceve il permesso dalla FIVB per tornare a giocare e salta l'intera stagione. Nella stagione seguente cambia ruolo, iniziando a giocare come opposto e viene ingaggiata dalla squadra svizzera del Volero Zurigo, con la quale si aggiudica la coppa nazionale e lo scudetto, venendo premiata come MVP del campionato. 
Nel campionato 2013-14 passa all'Omička, nel massimo campionato russo, dove gioca per due annate, prima di approdare per l'annata 2015-16 nella Chinese Volleyball League col Tianjin, con cui si aggiudica lo scudetto, venendo inoltre premiata come miglior opposto del torneo: al termine della competizione conclude la stagione vestendo la maglia del RC Cannes in Francia, vincendo la Coppa di Francia, per poi ritornare nell'annata seguente a giocare nuovamente per la squadra di Tientsin.
Nel campionato 2017-18 difende i colori di un'altra formazione cinese, il Guangdong, facendo poi ritorno al Volero Zurigo al termine delle competizioni con la formazione asiatica, conquistando lo scudetto e la Coppa di Svizzera; mentre nel campionato seguente fa ritorno nella massima divisione transalpina, ingaggiata dal Volero Le Cannet. 
Dopo quasi due annate di inattività, nel febbraio 2021 torna il campo con il JAV Olímpico, prendendo parte agli ultimi mesi di competizione della Superliga Femenina de Voleibol 2020-21 e conquistando lo scudetto. Resta in Spagna anche nel campionato seguente, ma indossando la casacca del Guía, club impegnato nella quarta divisione nazionale. In seguito gioca a Porto Rico, dove partecipa alla Liga de Voleibol Superior Femenino 2024 con le Cangrejeras de Santurce, senza però concludere l'annata.

### Nazionale
Nel 2000 ottiene le prime convocazioni in nazionale, con la quale durante il campionato mondiale 2002 viene premiata come miglior servizio. Nel 2004 vince la medaglia di bronzo alle Olimpiadi di Atene, mentre l'anno successivo conquista un nuovo argento al campionato continentale. 
Nel corso degli anni diventa un punto fisso della nazionale, ottenendo spesso diversi riconoscimenti, tra cui, nel 2007, tre premi MVP al Montreux Volley Masters, alla Coppa panamericana e ai XV Giochi panamericani, oltre a vincere l'oro nel campionato nordamericano. Nel 2008 conquista la prima medaglia al World Grand Prix, d'argento, alle spalle del Brasile, ritirandosi dalla nazionale un anno dopo, dopo aver conquistato il bronzo al campionato nordamericano 2009.

## Palmarès

### Club
- Campionato svizzero: 2

2012-13, 2017-18
- Campionato cinese: 1

2015-16
- Campionato spagnolo: 1

2020-21
- Coppa di Svizzera: 2

2012-13, 2017-18
- Coppa di Francia: 1

2015-16

### Nazionale (competizioni minori)
- Giochi panamericani 2003
- Giochi centramericani e caraibici 2006
- Montreux Volley Masters 2007
- Coppa panamericana 2007
- Giochi panamericani 2007
- Montreux Volley Masters 2008

### Premi individuali
- 2002 - Campionato mondiale: Miglior servizio
- 2003 - XIV Giochi panamericani: Miglior attaccante
- 2005 - World Grand Prix: Miglior muro
- 2005 - Campionato nordamericano: Miglior servizio
- 2006 - World Grand Prix: Miglior servizio
- 2007 - Coppa del Mondo: Miglior attaccante
- 2007 - XV Giochi panamericani: MVP
- 2007 - Campionato nordamericano: MVP
- 2007 - Campionato nordamericano: Miglior attaccante
- 2007 - Campionato nordamericano: Miglior muro
- 2007 - Coppa panamericana: MVP
- 2007 - Coppa panamericana: Miglior attaccante
- 2007 - Coppa panamericana: Miglior muro
- 2007 - Montreux Volley Masters: MVP
- 2008 - Montreux Volley Masters: Miglior muro
- 2009 - Campionato nordamericano: Miglior muro
- 2013 - Lega Nazionale A: MVP
- 2016 - Chinese Volleyball League: Miglior opposto